# (2613) Plzeň
(2613) Plzeň est un astéroïde de la ceinture principale.

## Description
(2613) Plzeň est un astéroïde de la ceinture principale. Il fut découvert le 30 août 1979 à l'observatoire Kleť par Ladislav Brožek. Il présente une orbite caractérisée par un demi-grand axe de 3,04 UA, une excentricité de 0,05 et une inclinaison de 13,0° par rapport à écliptique.

## Compléments